# BMX-Cruiser
BMX-Cruiser bezeichnet ein BMX-Rad, welches anstatt der üblichen 20"(Zoll)-Felgen 24"-Felgen besitzt. Der Rahmen ist in dem Fall auch größer, da sonst kein Platz für die größeren Räder wäre.

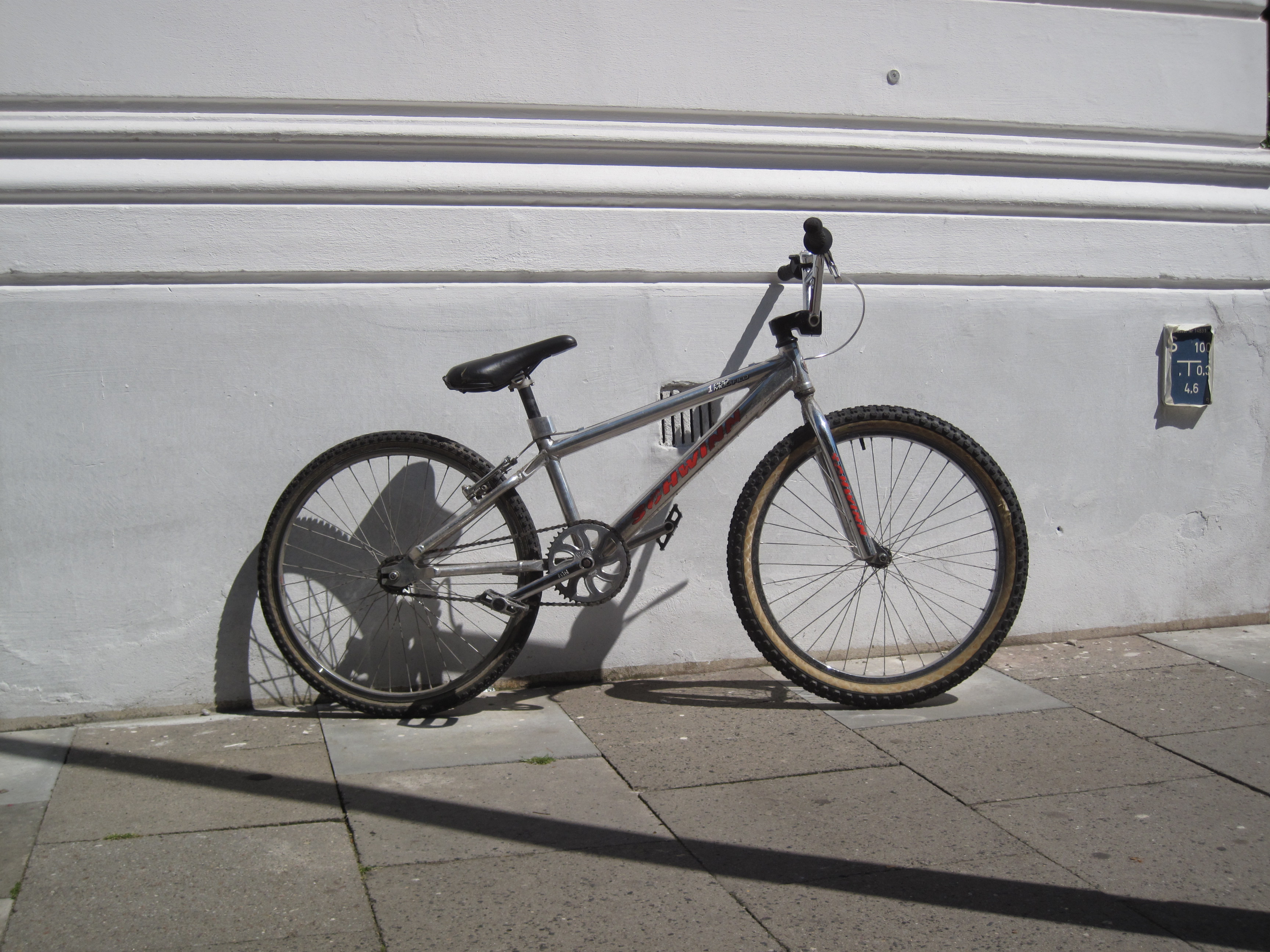
Ein typischer BMX-Cruiser mit Aluminiumrahmen

Im BMX-Rennsport gibt es eine eigene Klasse für Cruiser.
Cruiser werden vor allem von älteren Fahrern gefahren. Zum Beispiel Im Grenzgebiet Schweiz/Deutschland gibt es die DSM (Deutsch-Schweizer-Meisterschaft), bei der eigentlich alle Fahrer in der Kategorie Gentlemen 26+ Cruiser fahren. Bei den meisten BMX-Races gibt es eine eigene Cruiser-Klasse. Ein Cruiser zeichnet sich gegenüber einem BMX dadurch aus, dass er einen längeren Radstand und eben größere Räder hat. Die Komponenten sind bis auf die Laufräder identisch zu den BMX-Rädern. Ausnahme: die Lenker sind in der Regel nur 5,75" hoch, eine größere 24"-Gabel. Ein Cruiser wiegt in etwa zwischen 10 und 14 kg, ist also nicht leichter als ein normales MTB, bzw. Enduro-Fully.
Bekannte Rahmen-/Komplettrad-Hersteller sind:
Felt,
wethepeople,
S&M (CrMo-Temper Rahmen)
FreeAgent,
Haro,
Crupi,
GT,
One, Intense (Sniper vor 2007, Sabot ab 2008).
BMX-Cruiser sind aus dem oben genannten Grund weniger verbreitet als BMX-Race-Räder. Durch die größeren Räder und den längeren Rahmen ist der Cruiser nicht ganz so agil wie ein 20" BMX und deshalb auch etwas träger zu fahren. Die Fahrtechnik mit einem Cruiser unterscheidet wenig von der eines 20" BMX-Rades. Es lässt sich jedoch nicht so gut anlupfen (Bunny Hopp), da der Fahrer schon früher mit dem größeren Hinterrad aufsetzt. Die Cruiser Klassen sind seit längerer Zeit auch für 26" Zoll (also Mountainbikes) offen.